# Toqui
Toqui (em mapudungun: machado ou aquele que possui o machado) é um título conferido pelos mapuches (um povo indígena do Chile) para aqueles que são escolhidos como os seus líderes em tempos de guerra. O toqui é escolhido em uma assembléia ou parlamento (coyag) dos chefes (loncos) dos vários clãs (rehues) ou confederações de clãs (aillarehues) aliados durante o conflito em questão. O toqui poderia exigir estrita obediência a todos os guerreiros e os seus líderes durante a guerra, ele poderia organizá-los em unidades e nomear um líder entre eles. Tal autoridade continuaria até que o toqui fosse morto, deposto em outra assembléia (como no caso de Lincoyan, por falta de liderança) ou após a conclusão da guerra pela qual ele foi escolhido.
Alguns toquis introduziram certas inovações táticas durante a Guerra de Arauco contra os conquistadores espanhóis, como por exemplo, Lautaro que introduziu táticas de infantaria para derrotar a cavalaria. Lemucaguin foi o primeiro toqui a usar armas de fogo e artilharia na batalha. Nongoniel foi o primeiro toqui a utilizar a cavalaria no exército mapuche que mais tarde foi utilizada com sucesso contra os espanhóis pelo toqui Cadeguala.

## Lista de toquis
Os seguintes caciques receberam o título de toquis:
- Malloquete[2] 1546 †
- Ainavillo,[3] Aynabillo[4] ou Aillavilú 1550 †
- Lincoyan 1551-1553
- Caupolicán 1553-1558 ††
  - Lautaro Vice Toqui 1553-1557 †
- Turcupichun[5] 1557-1558 ††
- Lemucaguin[6] ou  Caupolicán, o Jovem[7]  1558 †
- Illangulién,[8] Quiromanite,[9] Queupulien[10] ou Antiguenu[11] 1559-1564 †
  - Millalelmo[12] ou Millarelmo[13] ou Antunecul[14] 1562-1570
  - Loble[15] ou Lig-lemu[16] ou Lillemu[17] Vice Toqui 1563-1565
- Paillataru 1564-1574
  - Llanganabal 1569
- Paineñamcu[18] ou Paynenancu,[19] originalmente Alonso Diaz[20] 1574-1584 ††
- Cayancaru ou Cayeucura[21] 1584
- Nongoniel ou Mangolien[22]  1585 †
- Cadeguala ou Cadiguala[23] 1585-1586 †
- Guanoalca ou Huenualca[24]  1586-1590
- Quintuguenu 1591 †
- Paillaeco  1592 †
- Paillamachu 1592-1603
  - Pelantaro Vice Toqui
  - Millacolquin Vice Toqui
- Huenecura ou Huenencura[25] 1604-1610
- Aillavilu, Aillavilú II,[26] Aillavilu Segundo[27] 1610-1612
- Anganamón,[28] Ancanamon[29] ou Ancanamun[30] 1612-1613
- Loncothegua 1613-1620
- Lientur 1621-1625
  - Levipillan Vice Toqui
- Butapichón ou Butapichún[31] 1625-1631
- Quepuantú ou Quempuante 1631-1632 †
- Butapichón ou Butapichún 1632-1634
- Huenucalquin 1634-1635 †
- Curanteo 1635 †
- Curimilla 1635-1639 †
- Lincopinchon 1640-1641
- Clentaru 1655
- Mestizo Alejo 1656-1661 @
- Misqui 1661-1663 †
- Colicheuque 1663 †
- Udalevi 1664-1665 †
  - Calbuñancü vice toqui 1664-1665 †[32]
- Ayllicuriche ou Huaillacuriche[33] 1672-1673 †
- Millalpal[34][35] ou Millapán 1692-1694
- Vilumilla 1722-1726
- Curiñancu  1766-1774

Legenda†  Morto em batalha ou  †† executado por rebelião ou  @ vítima de atentado.